# Lorenzo d'Austria-Este
Lorenzo d'Austria-Este (nome completo: Lorenz Otto Carl Amadeus Thadeus Maria Pius Andreas Marcus d'Aviano; Boulogne-sur-Seine, 16 dicembre 1955) è un nobile e principe belga, in quanto consorte della principessa Astrid del Belgio, e capo della casa Austria-Este, in quanto nipote dell'ultimo imperatore d'Austria-Ungheria Carlo I.

## Biografia

### Infanzia
È nato presso la Clinique du Belvédère di Boulogne-sur-Seine, secondogenito (e primogenito maschio) dell'arciduca Roberto d'Austria-Este e di Margherita di Savoia-Aosta.

### Educazione e carriera
Nel 1976 e nel 1977 prestò il servizio militare in un reggimento di cacciatori alpini del Bundesheer ed, infine, divenne capitano di riserva.
Ha studiato economia e scienze sociali all'Università di San Gallo, in Svizzera, ed all'Università di Innsbruck, in Austria. Nel 1983 ha conseguito un master con lode in scienze economiche e politiche. Durante questo periodo lavora prima presso Hambros Bank a Londra nel 1979, poi presso il Banco di Santo Spirito a Roma nel 1985.
A Basilea in Svizzera ha intrapreso una carriera nella consulenza finanziaria e bancaria nella banca privata E. Gutzwiller & Cie, di cui poi è diventato socio amministratore (partner).
Nel 1993, l'arciduca è entrato a far parte di SWIFT SC Brussels come consigliere dell'amministratore delegato, posizione che ha ricoperto fino al 1995, quando è diventato consigliere del consiglio di amministrazione di Paribas. Tra il 1997 ed il 2000 è stato anche consigliere del consiglio di amministrazione di Cobepa S.A.. Con la fusione di Paribas e BNP, nel 1999, è diventato consigliere della direzione generale di BNP Paribas, carica che ha ricoperto per quindici anni, fino al 2014.
Nel corso della sua carriera è stato anche amministratore di numerose società, in particolare la società Sita S.A. France, una società di gestione dei rifiuti che ha sede in Francia, ma opera in tutto il mondo (1998-2008), la Union Chimique Belge dove è stato un membro del collegio sindacale (2001-2011) e di Suez Environnement dove è presidente del comitato per le nomine e del comitato per la remunerazione nonché membro del comitato etica e sviluppo (2008-2019).

### Matrimonio e discendenza

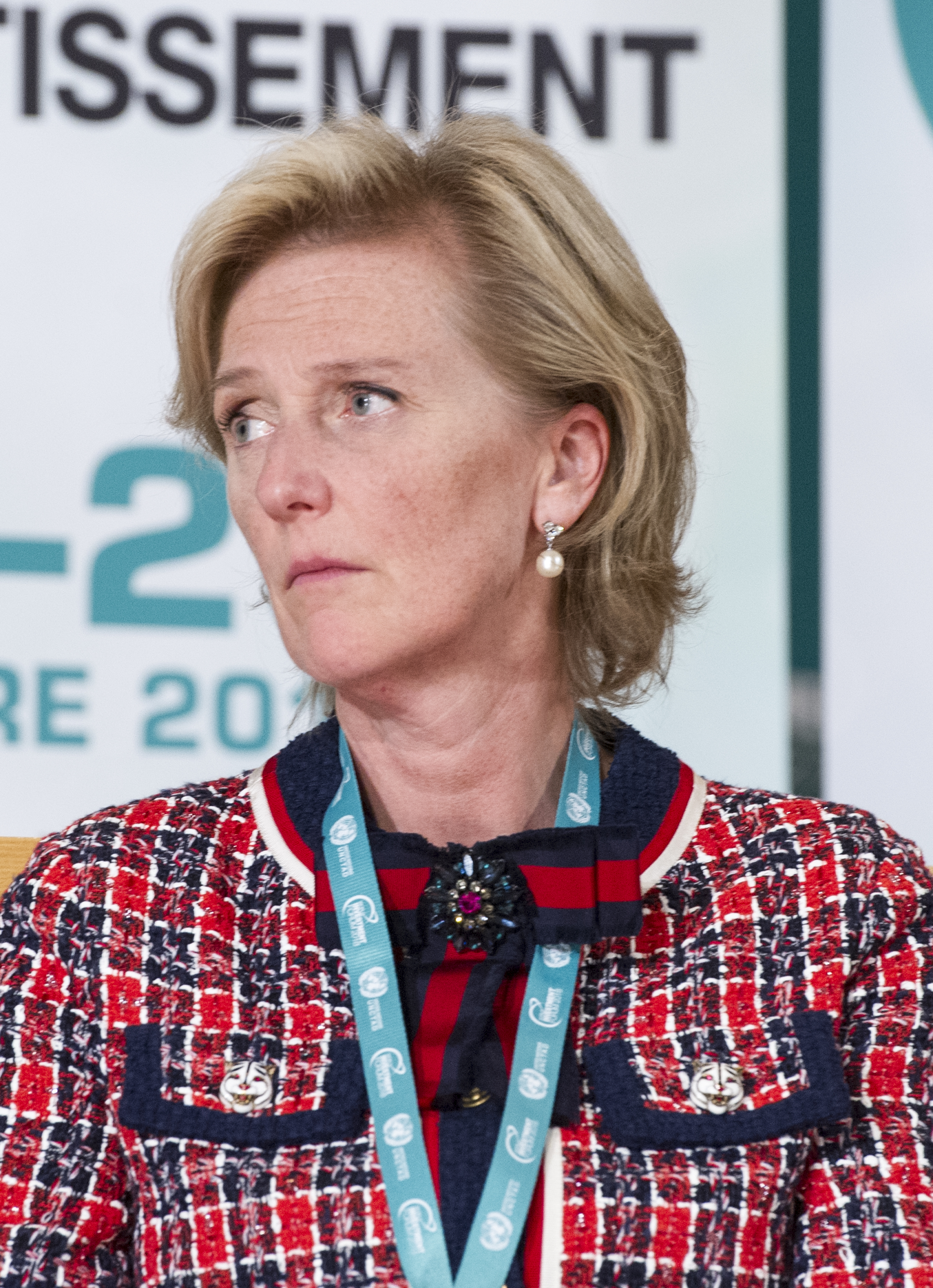
Astrid del Belgio al World Investment Forum nel 2018

Il 22 settembre 1984, a Bruxelles, nella Chiesa di Notre-Dame du Sablon, ha sposato la principessa Astrid del Belgio, unica figlia femmina dell'allora principe di Liegi. Dal 1984 al 1993, quando Astrid non ricopriva ancora alcuna funzione ufficiale, la famiglia ha vissuto nell'anonimato a Basilea, in Svizzera.
Dal matrimonio tra Lorenzo e Astrid del Belgio sono nati cinque figli:
- Amedeo Marie Joseph Carl Pierre Philippe Paola Marcus d'Aviano, principe del Belgio, arciduca d'Austria-Este (nato a Woluwe St.Lambert il 21 febbraio 1986); sposato con Elisabetta Maria Rosboch von Wolkenstein il 5 luglio 2014. La coppia ha tre figli: 
  - Anna Astrid d'Austria-Este, arciduchessa d'Austria-Este (nata nel 2016)
  - Maximilian Lorenzo d'Austria-Este, arciduca d'Austria-Este (nato nel 2019)
  - Alix d'Austria-Este, arciduchessa d'Austria-Este (nata nel 2023)[7]
- Maria Laura Zita Beatrix Gerhard, principessa del Belgio, arciduchessa d'Austria-Este (nata a Woluwe St.Lambert il 26 agosto 1988) sposata con William Isvy il 10 settembre 2022. La coppia ha un figlio:
  - Albert (nato nel 2025)[8]
- Joachim Karl-Maria Nikolaus Isabelle Marcus d'Aviano, principe del Belgio, arciduca d'Austria-Este (nato a Woluwe St.Lambert il 9 dicembre 1991);
- Luisa Maria Anna Martine Pilar, principessa del Belgio, arciduchessa d'Austria-Este (nata a Woluwe St.Lambert il 11 ottobre 1995);
- Laetitia Maria Nora Anna Joachim Zita, principessa del Belgio, arciduchessa d'Austria-Este (nata a Bruxelles il 23 aprile 2003).

Attualmente vivono nella Villa Schonenberg, proprietà della Donation royale.

### Altre attività
Il principe accompagna occasionalmente la moglie in eventi pubblici o visite di stato.
Dal 2004 è presidente onorario del Consiglio dell'Associazione Reale delle Dimore Storiche del Belgio.
Dal 2005 è patrono di Europae Thesauri, ONG che riunisce le principali istituzioni curatrici del patrimonio religioso del vecchio continente col fine di preservare e valorizzare i tesori presenti nelle chiese europee.
È stato anche vicepresidente onorario della società dell'Almanacco di Gotha.

## Titoli e trattamento
È stato creato Principe del Belgio con Decreto Reale del 10 novembre 1995. I suoi figli portano i titoli completi di "Principe/ssa del Belgio, Arciduca/Arciduchessa d'Austria-Este, Principe/ssa Imperiale d'Austria, Principe/ssa Reale d'Ungheria, di Boemia e di Croazia, Principe/ssa di Modena e Reggio".
In seguito alla scomparsa del padre, il 7 febbraio 1996, è diventato il Capo di Casa d'Austria-Este e pertanto Duca titolare di Modena e Reggio.

## Onorificenze

Stemma come Cavaliere di gran croce dell'Ordine al merito civile (Spagna)

### In Belgio
- 22 settembre 1984 - 10 novembre 1995: arciduca Lorenzo d'Austria-Este
- dal 10 novembre 1995: Sua Altezza Reale il principe Lorenzo del Belgio, arciduca d'Austria-Este

### Casa d'Austria-Este
- 16 dicembre 1955 - 2 dicembre 1991: Sua Altezza Imperiale e Reale l'arciduca Lorenzo d'Austria-Este, principe imperiale d'Austria, principe reale d'Ungheria, di Boemia e di Croazia[15]
- 2 dicembre 1991 - 7 febbraio 1996: Sua Altezza Imperiale e Reale l'arciduca Lorenzo d'Austria-Este, principe del Belgio, principe reale d'Ungheria, di Boemia e di Croazia
- dal 7 febbraio 1996: Sua Altezza Imperiale e Reale l'arciduca Lorenzo d'Austria-Este, principe del Belgio, principe reale d'Ungheria, di Boemia e di Croazia, duca di Modena e Reggio[14]

## Ascendenza
|                            |                                          |                                         | Genitori                                  |  |  | Nonni |  |  | Bisnonni                          |  |  | Trisnonni                       |  |
|                            |                                          |                                         |                                           |  |  |       |  |  | Ottone Francesco d'Asburgo-Lorena |  |  | Carlo Ludovico d'Asburgo-Lorena |  |
|                            |                                          |                                         |                                           |  |  |       |  |  | Ottone Francesco d'Asburgo-Lorena |  |  | Carlo Ludovico d'Asburgo-Lorena |  |
|                            |                                          | Maria Annunziata di Borbone-Due Sicilie |                                           |  |  |       |  |  | Ottone Francesco d'Asburgo-Lorena |  |  |                                 |  |
| Carlo I d'Austria          |                                          |                                         |                                           |  |  |       |  |  | Ottone Francesco d'Asburgo-Lorena |  |  |                                 |  |
|                            |                                          | Maria Giuseppina di Sassonia            | Giorgio di Sassonia                       |  |  |       |  |  |                                   |  |  |                                 |  |
|                            |                                          | Maria Giuseppina di Sassonia            | Giorgio di Sassonia                       |  |  |       |  |  |                                   |  |  |                                 |  |
|                            |                                          | Maria Giuseppina di Sassonia            | Maria Anna Ferdinanda di Braganza         |  |  |       |  |  |                                   |  |  |                                 |  |
| Roberto d'Austria-Este     |                                          | Maria Giuseppina di Sassonia            |                                           |  |  |       |  |  |                                   |  |  |                                 |  |
|                            |                                          | Roberto I di Parma                      | Carlo III di Parma                        |  |  |       |  |  |                                   |  |  |                                 |  |
|                            |                                          | Roberto I di Parma                      | Carlo III di Parma                        |  |  |       |  |  |                                   |  |  |                                 |  |
|                            |                                          | Roberto I di Parma                      | Luisa Maria di Borbone-Francia            |  |  |       |  |  |                                   |  |  |                                 |  |
| Zita di Borbone-Parma      |                                          | Roberto I di Parma                      |                                           |  |  |       |  |  |                                   |  |  |                                 |  |
|                            |                                          | Maria Antonia di Braganza               | Michele del Portogallo                    |  |  |       |  |  |                                   |  |  |                                 |  |
|                            |                                          | Maria Antonia di Braganza               | Michele del Portogallo                    |  |  |       |  |  |                                   |  |  |                                 |  |
|                            |                                          | Maria Antonia di Braganza               | Adelaide di Löwenstein-Wertheim-Rosenberg |  |  |       |  |  |                                   |  |  |                                 |  |
| Lorenzo d'Austria-Este     |                                          | Maria Antonia di Braganza               |                                           |  |  |       |  |  |                                   |  |  |                                 |  |
|                            | Emanuele Filiberto, secondo duca d'Aosta | Amedeo I di Spagna                      |                                           |  |  |       |  |  |                                   |  |  |                                 |  |
|                            | Emanuele Filiberto, secondo duca d'Aosta | Amedeo I di Spagna                      |                                           |  |  |       |  |  |                                   |  |  |                                 |  |
|                            | Emanuele Filiberto, secondo duca d'Aosta | Maria Vittoria dal Pozzo della Cisterna |                                           |  |  |       |  |  |                                   |  |  |                                 |  |
| Amedeo di Savoia-Aosta     | Emanuele Filiberto, secondo duca d'Aosta |                                         |                                           |  |  |       |  |  |                                   |  |  |                                 |  |
|                            |                                          | Elena d'Orléans                         | Luigi Filippo Alberto d'Orléans           |  |  |       |  |  |                                   |  |  |                                 |  |
|                            |                                          | Elena d'Orléans                         | Luigi Filippo Alberto d'Orléans           |  |  |       |  |  |                                   |  |  |                                 |  |
|                            |                                          | Elena d'Orléans                         | Maria Isabella d'Orléans                  |  |  |       |  |  |                                   |  |  |                                 |  |
| Margherita di Savoia-Aosta |                                          | Elena d'Orléans                         |                                           |  |  |       |  |  |                                   |  |  |                                 |  |
|                            |                                          | Giovanni di Guisa                       | Roberto d'Orléans                         |  |  |       |  |  |                                   |  |  |                                 |  |
|                            |                                          | Giovanni di Guisa                       | Roberto d'Orléans                         |  |  |       |  |  |                                   |  |  |                                 |  |
|                            |                                          | Giovanni di Guisa                       | Francesca Maria d'Orléans                 |  |  |       |  |  |                                   |  |  |                                 |  |
| Anna d'Orléans             |                                          | Giovanni di Guisa                       |                                           |  |  |       |  |  |                                   |  |  |                                 |  |
|                            |                                          | Isabella d'Orléans                      | Luigi Filippo Alberto d'Orléans           |  |  |       |  |  |                                   |  |  |                                 |  |
|                            |                                          | Isabella d'Orléans                      | Luigi Filippo Alberto d'Orléans           |  |  |       |  |  |                                   |  |  |                                 |  |
|                            |                                          | Isabella d'Orléans                      | Maria Isabella d'Orléans                  |  |  |       |  |  |                                   |  |  |                                 |  |
|                            |                                          | Isabella d'Orléans                      |                                           |  |  |       |  |  |                                   |  |  |                                 |  |